# Cochabamba
För andra betydelser, se Cochabamba (olika betydelser).

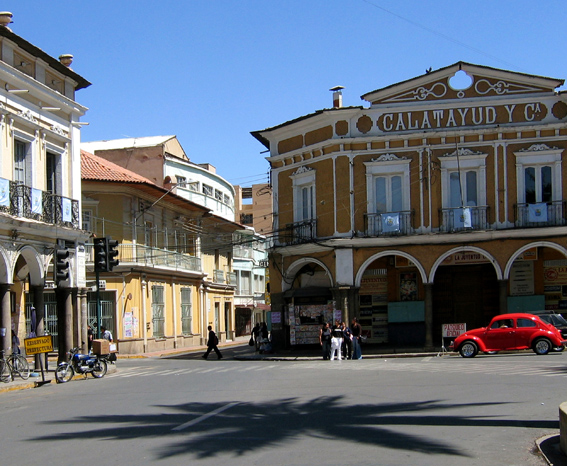
Plaza 14 septiembre, Cochabamba

Cochabamba är en stad i centrala Bolivia, och är belägen i en dal med samma namn i Andernas bergsområde. Det är huvudstaden i departementet Cochabamba och är den fjärde största staden i landet, med en beräknad folkmängd av 603 324 invånare (2008). Staden har fått sitt namn efter quechuas qucha (sjö) och pampa (öppet fält). Invånarna i staden kallas vanligen Cochabambinos. Cochabamba är känd i Sydamerika som staden med den eviga våren och trädgårdsstaden tack vare de varma temperaturerna året runt och dess välskötta parker.
Staden ligger vid floden Rocha, omkring 2 650 meter över havet vid foten av berget Tunari och omges av Alalaylagunen och San Sebastian-berget.

## Historia
Cochabambadalen har varit befolkad i över tusen år tack vare den bördiga jorden och det vårliknande klimatet året runt. Arkeologiska bevis vittnar om att inka, tupuraya, mojocoya, omereque och tiwanaku bosatte sig i dalen under olika perioder innan spanjorerna kom till platsen.
Den första spanska invånaren i dalen var Garci Ruiz de Orellana 1542. Han köpte större delen av marken av de lokala hövdingarna Achata och Consavana genom ett köpebrev som registrerades 1552 i staden Potosí. Köpeskillingen var 130 pesos. Hans bostad, Mayorazgohuset, finns fortfarande bevarat i förorten Cala Cala.
Villa de Oropesa, som Cochabamba först kallades, grundades 2 augusti 1571 på order av vicekungen Francisco de Toledo. Det skulle bli ett centrum för jordbruksproduktion för matförsörjning till gruvorterna i den närliggande Altiplanoregionen, speciellt för Potosí som blev en av världens största och rikaste städer under 1600-talet och som bidrog till den väldiga rikedom som gjorde Spanien till en stormakt på den tiden.
1574 skedde det nominella grundandet av Cochabamba av Sebastian Barba de Padilla. Med silvergruvindustrin i Potosi i högkonjunktur, växte Cochabamba under sina första århundraden. Staden gick dock in i en lågkonjunktur under 1700-talet då gruvindustrin minskade.
1793 års folkräkning visar att staden hade 22 305 invånare. Av dessa var 12 980 mestiser, 6 368 spanjorer, 1 182 indianer, 1 600 mulatter och 175 afrikanska slavar. 
1786 döpte Karl III av Spanien om staden till 'den lojala och tappra staden Cochabamba'. Detta gjordes för att befästa stadens roll efter undertryckandet av indianska upprorsmakare i Oruro 1781, genom att skicka dit beväpnade styrkor för att slå tillbaka upploppen. Sedan slutet av 1800-talet har Cochabamba åter vuxit fram som ett framstående jordbrukscentrum i Bolivia.

## Människor och kultur

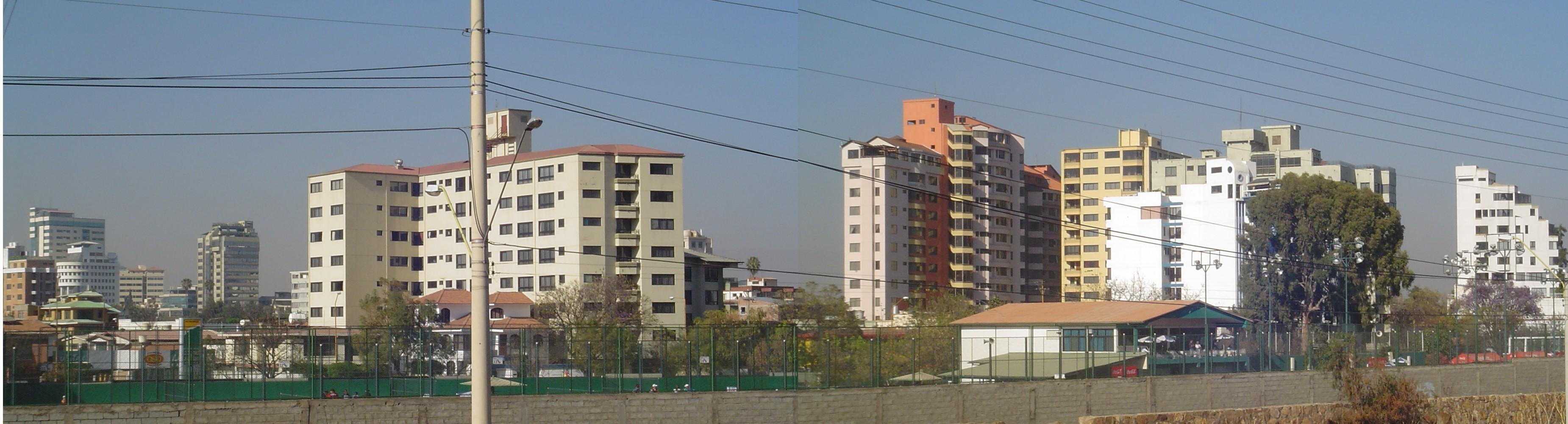
Cochabamba skyline nära El Prado

Cochabamba är en ekonomiskt aktiv stad och en av de mest socialliberala platserna i Bolivia. Liksom andra stora städer i Anderna är Cochabamba en stad med kontraster. Stadskärnan, vid platser som Plaza Colón och Plaza 14 de Septiembre, är i allmänhet moderna och det är i dessa delar som stadens kommersiella centrum ligger. Ett livligt nattliv är koncentrerat runt Calle España och den trefiliga boulevarden El Prado. Längre ut från stadskärnan blir dock samhället mindre och mindre tekniskt utvecklat. Cochabambas förorter har högre kriminalitet, sämre tillgång på elektricitet och avlopp samt stenbelagda gator. Vid området strax söder om flygplatsen ligger halvfärdigbyggda hus på leriga vägar.
Det största språket i Cochabamba stad är kastiliansk spanska (Castellano) och quechua. Även om den spanska som talas i Cochabambaregionen allmänt betraktas som konservativ, har hundratals ord från quechua och aymara inkorporerats i språkets dagliga användning.
Liksom de flesta städer runt om i världen ökar användningen och förståelsen av engelska, speciellt bland affärsmän och västinfluerade cochabambinos. Engelska har även införlivats i den bolivianska grundskolan och gymnasiet.
Demografiskt består stadens invånare av quechuaetniska indianer, mestiser, Mestizo-Sambo, castizo och Caucasoid. Bland de mindre etniska grupperna finns Afrobolivianer, mulatter och indiska immigranter.
Cochabamba är till största delen katolskt. Katedralen vid Plaza 14 de Septiembre byggdes 1571 och är den äldsta religiösa byggnaden i området.

## Klimat
Klimatet är milt året om med varma dagar och kalla nätter. Medeltemperaturen på vintern är 17 grader Celsius och på sommaren 26 grader.

## Ekonomi

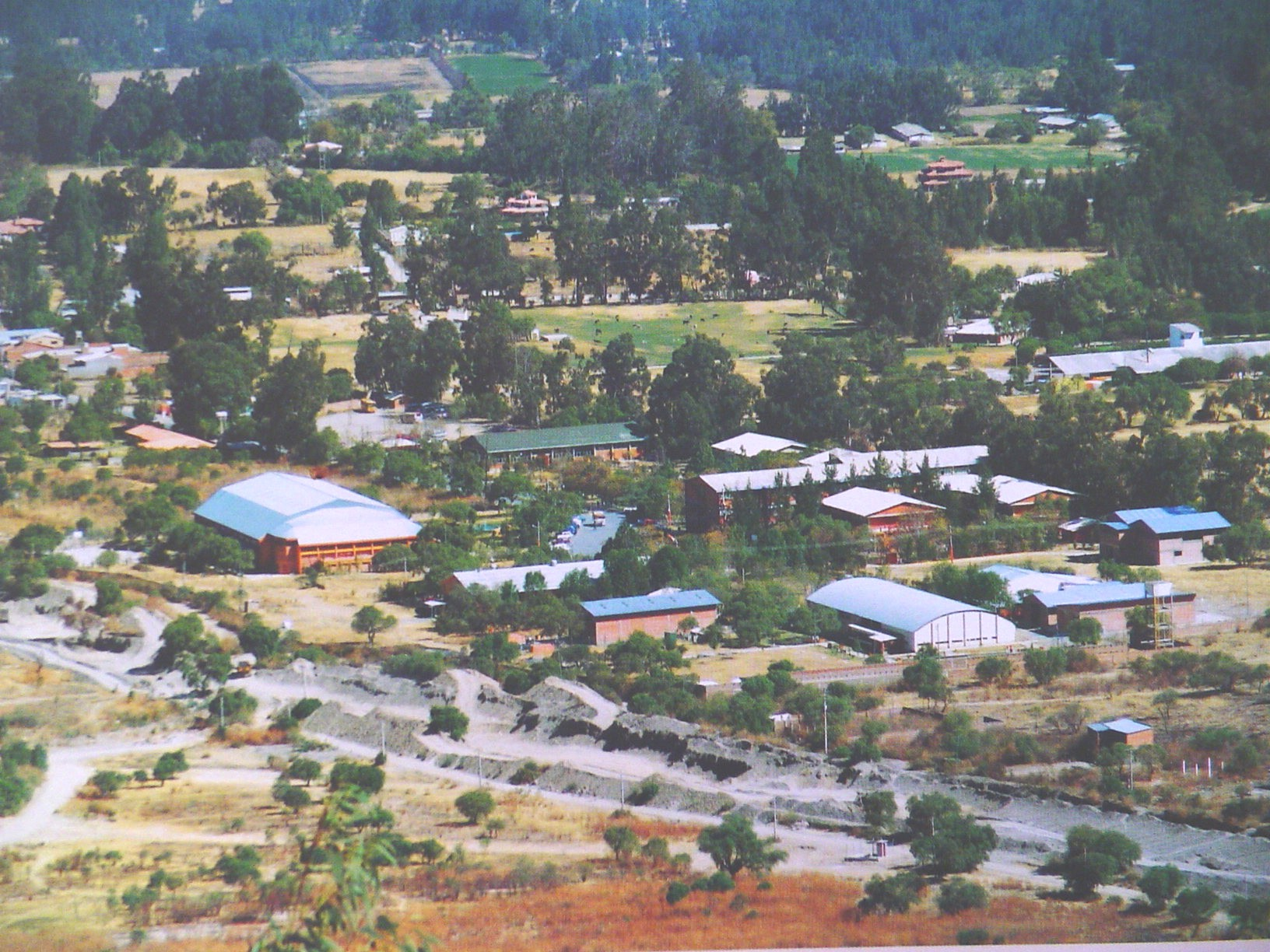
Universidad del Valle

De största näringarna är bomulls- och ylleprodukter, Petroleumraffinering, läder, tvål, lergods, spannmål och peruansk bark.
Cancha är den största marknadsplatsen i Bolivia. Den omfattar 15 kvarter i Cochabamba och tack vare stadens betydelse för jordbruket så är Cancha den viktigaste marknaden i landet. 

## Utbildning
I Cochabamba ligger Universidad Mayor de San Simón, ett av de största och mest framstående offentliga universiteten i Bolivia. I staden finns även Universidad Catolica Boliviana "San Pablo" och flera mindre privata universitet som till exempel Universidad Privada Boliviana och Universidad del Valle.

## Flygplats
Vid Cochabamba ligger flygplatsen Jorge Wilsterman med både inrikes- och utrikesflyg. Där ligger även huvudkontoret för Lloyd Aereo Boliviano, Bolivias nationella flygbolag.

## Stadsdelar
- Queru Queru - norr
- La Recoleta - norr
- Cala Cala - norr
- Lomas de Aranjuez - norr
- El Mirador - norr
- Las Brisas - norr
- Sarco - nordväst
- Mayorazgo - nordväst
- Barrio Profesional - nordväst
- America Oeste - nordväst
- Colquiri - nordväst
- Muyurina - nordost
- Tupuraya - nordost
- Hippodromo - väst
- Villa Busch - väst
- Temporal - norr
- La Chimba - sydväst
- Aeropuerto - sydväst
- Ticti Norte - norr
- Jaihuayco - söder
- Zona sud - söder
- Ticti - söder
- Valle Hermoso - söder

## Sevärdheter

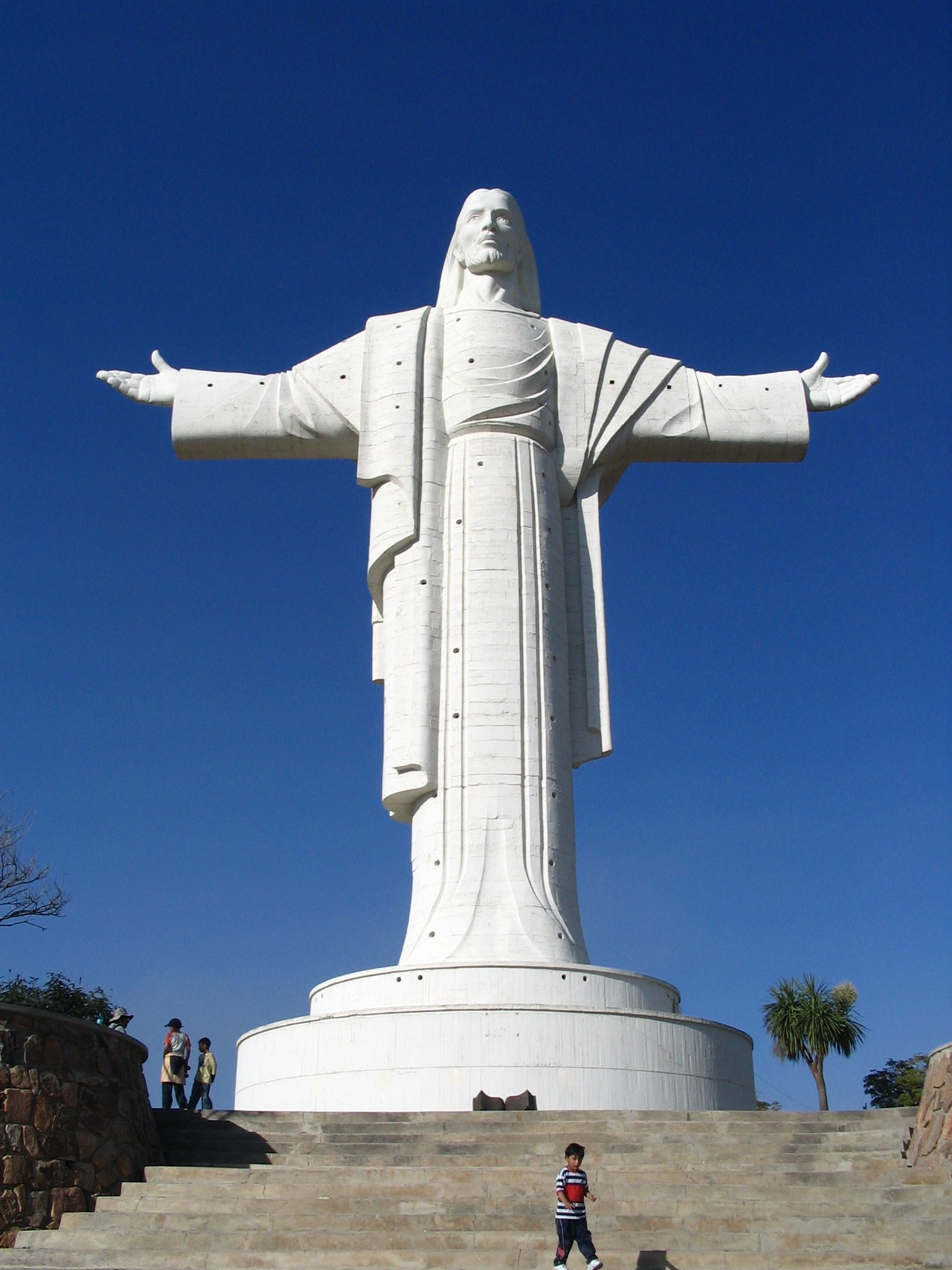
Kristusstatyn

- Sydamerikas största utomhusmarknad, La Cancha, är öppen sju dagar i veckan i Cochabamba med den största kommersen på onsdagar och lördagar.

- På toppen av San Pedro-berget står den 34,20 meter höga kristusstatyn, Cristo de la Concordia. Inne i statyn går det att klättra upp till armarna där det går att få en utsikt över staden. Statyn står på en 6,24 m hög sockel. Totalhöjden är drygt två meter högre än den mer berömda kristusstatyn i Rio.

- Palacio Portales är en eklektisk byggnad med arkitektur influerad av den franska renässansen. På egendomen finns Ludvig XVI:s rum med influenser av Alhambra i Granada, bibliotek, konstgallerier och parker. Byggnaden ligger i den norra förorten Queru Queru. Den byggdes för Simon Patino, Bolivias rikaste affärsman.

- Nationalparken Tunari ligger i Cochabambas norra och nordvästra utkanter.

- Villa Tunari är en liten stad i den bolivianska regnskogen med djurrefugiern Inti Wara Yassi som inhyser flera olika arter av apor, pumor och exotiska fåglar.

- Parque Mariscal Santa Cruz är ett friluftsområde i förorten Chimba. I området finns Gaudiinspirerad arkitektur, en konstgjord sjö och sportanläggningar.

- El Prado är en trädkantad gata som är en av Cochabambas största nattlivsattraktioner.

- På den norra sidan av Rio Rocha ligger La Recoleta och Avenida Pando, som är det moderna området och centrum för nattlivet.

- Cochabamba Country Club ligger mellan Laguna Alalay och San Pedro Hill. Där finns golf- och tennisbanor, swimmingpool, lerduveskytte och ridning.

- Cochabamba Bolivia-templet av Jesu Kristi Kyrka av Sista Dagars Heliga invigdes 30 april 2000 och ligger i förorten Queru Queru Alto.

- Cochabamba har många katolska kyrkor, bland annat Convento De San Francisco som byggdes 1607, med interiören byggd av regnskogsträd och ett guldutsmyckat altare. Det finns även en berömd katedral vid Plaza Principal.

- CineCenter är en nybyggd biograf i La Recoleta-området med 16 biosalonger och bland annat bank, restauranger samt skönhetssalonger.